# Bradley (Schiff)
Die USS Bradley (FF-1041) war die zweite Fregatte der Garcia-Klasse der United States Navy.  Sie wurde nach Willis W. Bradley, Abgeordneter für Kalifornien im US-amerikanischen Repräsentantenhauses und Träger der Medal of Honor, benannt. Sie wurde später an die brasilianische Marine verkauft und trägt nun den Namen Pernambuco.

## Geschichte

### US Navy
Die Kiellegung der Bradley fand am 17. Januar 1963 in San Francisco, der Stapellauf am 26. März 1964 statt. Sie wurde am 15. Mai 1965 in Dienst gestellt.
Ihr erster Einsatz führte die Bradley zwischen Juli und Dezember 1966 an die Küste von Südvietnam, wo sie Feuerunterstützung leistete, und in den Golf von Tonkin, wo sie Geleitschutz für einen Flugzeugträger war. Im Februar 1967 wurde der Prototyp der Sea Sparrow zu Erprobung des Systems ab Mai des Jahres installiert, nach Abschluss der Tests wurde das System im September wieder demontiert.
Die zweite Entsendung der Bradley begann im Dezember 1967, sie wurde jedoch als Antwort auf einen Zwischenfall mit der USS Pueblo in das Japanische Meer beordert. Im März 1968 nahm sie dann wieder den Dienst als Feuerunterstützung vor der südvietnamesischen Küste auf. Nach einem letzten Einsatz im Juli des Jahres, in dem sie 3.247 Schuss aus ihrer 5-Zoll-Kanone verschoss, kehrte sie zu ihrem Stützpunkt nach San Diego zurück.
Zwischen Oktober 1968 und Mai 1969 fanden erhebliche Wartungsarbeiten statt; so wurde ein neues Sonar vom Typ SQS-26 installiert und beide Kessel überholt.
Die dritte Entsendung beinhalte die Überwachung des Okean-Manövers der sowjetischen Marine im April 1970, gefolgt von weiteren Eskorten für einen Flugzeugträger. Insgesamt verbrachte die Bradley die nächsten fünf Jahre im südostasiatischen Raum, die nur von Wartungsarbeiten in den Jahren 1971 und 1972 unterbrochen wurden.
Ab Juni 1975 wurde die Bradley für ein Jahr grundüberholt, wobei die Landeplattform für den Hubschrauber erweitert wurde. Im gleichen Jahr wurde sie vom Geleitzerstörer (DE) als Fregatte neu klassifiziert. Nach einigen Erprobungsfahrten Mitte 1976 wurde sie in den Indischen Ozean als neues Operationsgebiet verlegt, wo sie erneut drei Missionen bis Mitte 1979 absolvierte. Es folgte eine erneute einjährige Überholung. Es folgten Einsätze an der Küste von  Korea und Malaysia, bevor sie erneut ab Mitte 1983 für ein Jahr wegen Wartungsarbeiten im Dock lag. Nach jeweils einem weiteren Einsatz im westlichen und nördlichen Pazifik zwischen 1986 und Juni 1988 wurde sie am 30. September 1988 außer Dienst gestellt.

### Brasilianische Marine

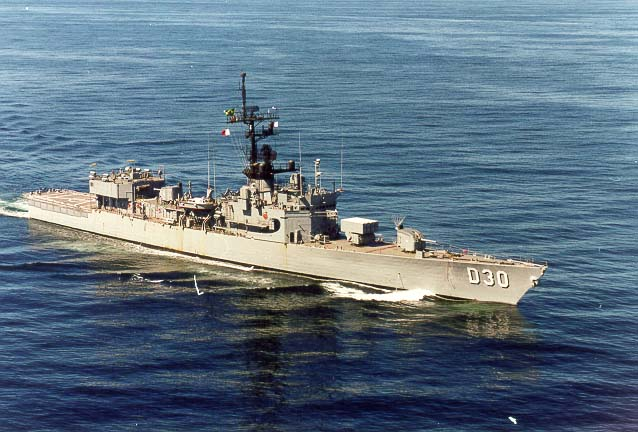
Die Pernambuco

Im September 1989 wurde die Bradley an die brasilianische Marine verleast, in Pernambuco (D 30) umbenannt und als Zerstörer klassifiziert. Im Januar 2001 wurde sie aus dem Schiffsregister der US Navy gestrichen und endgültig an Brasilien verkauft. Die Pernambuco nahm an mehreren Militärmanövern zwischen 2001 und Frühjahr 2003 teil. Am 11. März 2004 erfolgte die Außerdienststellung; sie verbleibt jedoch in der Reserve.